# Amtsgericht Lich
Das Amtsgericht Lich war von 1879 bis 1934 ein hessisches Amtsgericht mit Sitz in Lich.

## Gründung
Zum 1. Oktober 1879 wurde das Amtsgericht Lich gegründet. Anlass war das Gerichtsverfassungsgesetz von 1877, das die Gerichtsverfassung im Deutschen Reich vereinheitlichte und nun auch im Großherzogtum Hessen umgesetzt wurde. Funktional ersetzte das neue Amtsgericht das gleichzeitig aufgelöste Landgericht Lich. Das Amtsgericht Lich wurde dem Bezirk des ebenfalls neu errichteten Landgerichts Gießen zugeordnet.

## Weitere Entwicklung
Am 1. Januar 1882 wurden vom Amtsgericht Hungen Bettenhausen und Langsdorf übernommen, während gleichzeitig Ettingshausen und Münster an das Amtsgericht Laubach abgegeben wurden. Am 1. April 1913 wurde die Gemeinde Grüningen dem Amtsgericht Gießen zugeteilt.

## Ende
Am 1. Juni 1934 wurde das Amtsgericht Lich aufgelöst und aus dem Bezirk des Amtsgerichts der Ort Eberstadt dem Amtsgericht Butzbach und die übrigen Orte dem Amtsgericht Gießen zugeteilt.

## Bezirk
| Gemeinde         | Herkunft           | Zugang | Abgang | Verbleib             |
| ---------------- | ------------------ | ------ | ------ | -------------------- |
| Arnsburg         | Landgericht Lich   | 1879   | 1934   | Amtsgericht Gießen   |
| Bettenhausen     | Amtsgericht Hungen | 1882   | 1934   | Amtsgericht Gießen   |
| Birklar          | Landgericht Lich   | 1879   | 1934   | Amtsgericht Gießen   |
| Dorf-Güll        | Landgericht Lich   | 1879   | 1934   | Amtsgericht Gießen   |
| Eberstadt        | Landgericht Lich   | 1879   | 1934   | Amtsgericht Butzbach |
| Ettingshausen    | Landgericht Lich   | 1879   | 1882   | Amtsgericht Laubach  |
| Grüningen        | Landgericht Lich   | 1879   | 1913   | Amtsgericht Gießen   |
| Hattenrod        | Landgericht Lich   | 1879   | 1934   | Amtsgericht Gießen   |
| Langsdorf        | Amtsgericht Hungen | 1882   | 1934   | Amtsgericht Gießen   |
| Lich             | Landgericht Lich   | 1879   | 1934   | Amtsgericht Gießen   |
| Münster          | Landgericht Lich   | 1879   | 1882   | Amtsgericht Laubach  |
| Muschenheim      | Landgericht Lich   | 1879   | 1934   | Amtsgericht Gießen   |
| Nieder-Bessingen | Landgericht Lich   | 1879   | 1934   | Amtsgericht Gießen   |
| Ober-Bessingen   | Landgericht Lich   | 1879   | 1934   | Amtsgericht Gießen   |

## Gerichtsgebäude

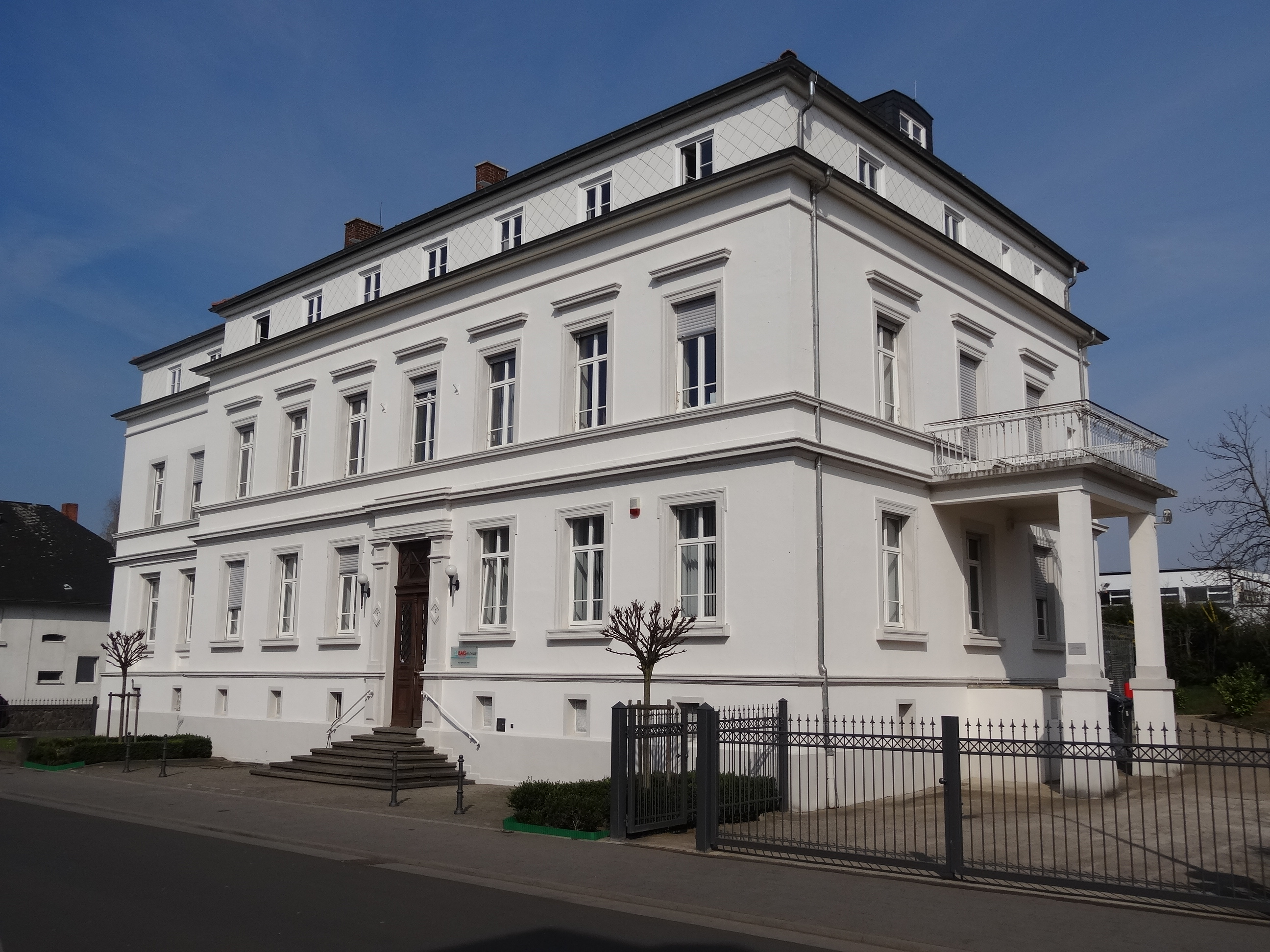
Das Gerichtsgebäude in der Amtsgerichtsstraße 1

Das spätklassizistische Gerichtsgebäude in der Amtsgerichtsstraße 1 wurde in den 1860er Jahren für das Landgericht Lich errichtet. Es ist ein neunachsiger Rechteckbau mit umlaufendem Gesims und hochrechteckigen Fenstern. Später wurde das Haus an der Westseite um zwei Achsen erweitert. Die Front ist durch umlaufende Gesimse und gleichmäßig gereihte Fenster vierfach horizontal gegliedert. Das pilastergerahmte Hauptportal ist über eine Freitreppe erreichbar. Der Haupteingang selbst besteht aus der originalen zweiflügligen Tür mit hohem Oberlicht.
Nach der Aufhebung des Amtsgerichts Lich 1934 wurde das Haus bis 1956 als Rathaus verwendet, anschließend bis 1967 als Städtisches Krankenhaus. In diesem Zusammenhang erfolgte die Aufstockung, um Platz für die Wöchnerinnenstation zu schaffen. Mit der Einweihung des neuen Kreiskrankenhauses 1968 mietete die „Biologischen Arbeitsgemeinschaft“ (heute „BAG Health Care“) das Gebäude. Im Jahre 2008 kaufte die Firma das Haus von der Stadt.
Heute ist das ehemalige Gerichtsgebäude ein Kulturdenkmal aus geschichtlichen, städtebaulichen und künstlerischen Gründen aufgrund des Hessischen Denkmalschutzgesetzes.

## Richter
- Hans Otto Becker, Hilfsrichter 1913 bis 1914